# Каминскис, Янис
Янис Каминскис (12 октября 1878 года — 9 июня 1942 года) — латвийский инженер-строитель и общественный деятель. Государственный контролёр (1934—1939) и министр финансов (1939—1940).

## Биография
Родился в 22 октября 1878 года в Элкшенской волости. С 1921 до 1934 года был руководителем департамента Государственного контроля Латвийской Республики, а в 1934 году он стал Государственным контролёром. С октября 1939 до оккупации Латвии в июне 1940 года он был министром финансов Латвии в правительстве, возглавляемом Карлисом Улманисом. В 1941 году депортирован, 9 июня 1942 года расстрелян в Усольлаге, предположительно в Соликамской тюрьме. Он был членом латвийской студенческой корпорации Talavija и одним из ее основателей.

## Награды
- Великий офицер ордена Трёх звёзд
- Крест Признания I степени № 11 (16 ноября 1938)[2]